# Koellikerina diforficulata
Koellikerina diforficulata är en nässeldjursart som först beskrevs av Xu och Zhang 1978.  Koellikerina diforficulata ingår i släktet Koellikerina och familjen Bougainvilliidae. Inga underarter finns listade i Catalogue of Life.